# Сарматизм

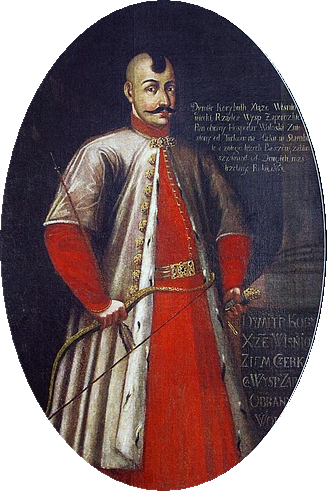
«Сарматський портрет» Дмитра Вишневецького — ікона сарматського стилю у моді: оселедець, східний жупан, кунтуш, шабля і лук.

Сармати́зм — у XVI — XIX століттях концепція винятковості шляхетської корпорації Речі Посполитої, відповідно до якої шляхтичі розглядались як нащадки народу сарматів, котрий походив від біблійного Яфета, а місцеві слов'яни та литовці, як нащадки біблійного Хама. Також культура та ідеологія, вибудовані на підґрунті цієї концепції. Сарматизм був поширеним у середовищі шляхти Польщі, Литви, Русі, Семигорода. Сарматський світогляд був ідеологічним фундаментом дегуманізації та дискримінації нижчих суспільних верств Речі Посполитої.

## Опис

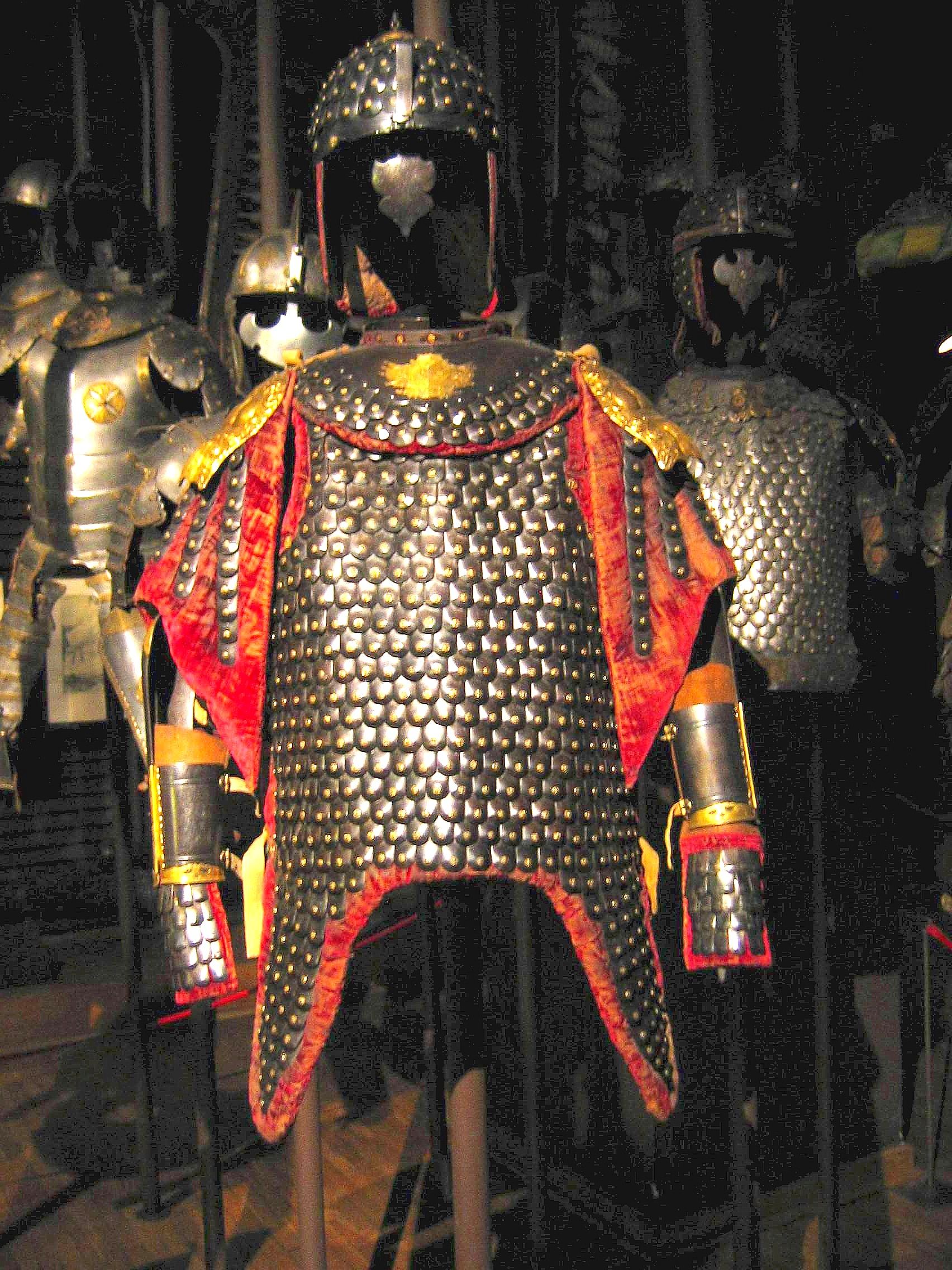
Карацена — панцир навіяний обладунками сарматів.

В XV-му сторіччі польський історик Ян Длугош вперше написав про явище сарматизму в Польщі, що пізніше було підтверджено у роботах інших істориків — зокрема, «Трактаті про дві Сарматії» Матвія Міховського, Мартина Бєльського, Мартіна Кромера та інших. Переймаючись модним у тогочасній Європі 15-го століття пошуком історичних коренів, шляхтичі вважали, що є нащадками сарматів — іраномовних племен, які мешкали на півдні сучасної України і були витіснені готами у другому сторіччі.
Сарматизм впливав на стиль життя і одяг шляхти. Спершу він був ідеалістичним рухом, який оспівував релігійність (незалежно від конфесії), чесність, національну гордість, сміливість, рівність і волелюбність. Але, як кожна доктрина, яка ставила один соціальний клас вище інших, з часом сарматизм став контроверсійним, пропагуючи нетерпимість і фанатизм.
У сарматів існували певні приклади та ідеали людини, громадянина і короля. Сформувалися основні риси, якими повинен володіти кожний сармат. Такими рисами були: любов до волі, щирість, відвага, гостинність, добродушність, індивідуальність, незалежність. Король повинен не думати про власну користь, а про добробут країни. Перед усім він повинен оберігати свободу шляхти, бути справедливим і щедрим стосовно неї. На думку сарматів взірцевими королями були Болеслав Хоробрий, Казимир Справедливий, Казимир Великий i Ян III Собеський.
Сармати багато часу і грошей присвячували моді. Їхнє вбрання відрізнялося від того, яке існувало в Європі. Щодня мужчини ходили в жупанах з довгими і вузькими рукавами.
Жупани для урочистих подій «на вихід», були зшиті з дорогих ексклюзивних тканин таких як  атлас чи шовк червоного, рожевого чи синього кольорів. Зверху на жупан одягали сукню пол. kontusz. Сукня нагадувала плащ з довгими рукавами, які часом досягали аж до колін. Носили пояси, оздоблені дорогими каменями і навіть золотом. Зимою серед сарматів були популярні натуральні хутра з рисі або ведмедя.
Жінки одягалися так само багато. Основними елементами жіночої моди був корсет, розширена до низу спідниця і головний убір.
Сармати любили бесідувати. Їх прийняття тривали по кілька годин. До кожного гостя була приставлена дитина, яка мала йому прислужувати. Їжа була дуже жирна, а порції надзвичайно великі. Їли сало, м'ясо, рибу, каші, вареники, десерти, після чого починалося розпивання трунків і тости.
Сарматизм оспіваний багатьма письменниками — зокрема, у творах Вацлава Потоцького, Яна Кристофа Пасека, Анжея Збилітовського, Ієроніма Морштина та інших. В XIX сторіччі сарматська культура поляків і українців оспівана в хрестоматійній трилогії «Вогнем і мечем» (1884), «Потоп» і «Пан Володийовський» Генрика Сенкевича та в поемі Адама Міцкевича «Пан Тадеуш».
В сучасній Польщі слово «сармацький» (пол. sarmacki) є формою іронічної самоідентифікації, часом щоб підкреслити унікальний польський характер.

## В Україні
Саме тоді, коли уніатські кола в Русі намагалися у будь-який спосіб відбитися від запропонованих козаччиною та київськими ієрархами послуг у сфері захисту прав «народу руського», козацтво опинилося в центрі уваги не тільки руських, але й польських інтелектуалів. Популярність козаччини внаслідок Хотинської битви та її військовий потенціал породжували спроби «інтелектуальної приватизації» та «націоналізації» козацтва не тільки в Касіяна Саковича та його учнів, але і серед інших польських публіцистів. Шлях потенційного залучення козацтва до ширшої подібної ідентичності проходив через ідеологію польського сарматизму. Зокрема подібними спробами була творчість Шимона Старовольського зі своїми працями «Eques Polonus» і «Sarmatiae bellatores» (укр. «Сарматські воїни»). У цьому виданні до своєрідного «іконостасу» польського сарматизму було залічено, поруч із Мєшком І, Болеславом Хоробрим, Стефаном Баторієм та іншими королями, також київських князів Володимира Великого, Михайла Глинського, Острозьких та окремих інших. Також до почту було включено близько 130 «войовників» нешляхетського походження. Втім вже у своїй третій тематичній праці «Prawy rycerz» (укр. «Справжній лицар»), написану за часів Хмельниччини, він поділяє християнських воїнів на три категорії — «справжні» (католики), «єретики» (протестанти) та «схизмати» (православні), треті з яких набувають статус головних ворогів перших.
«Вірші» Саковича свідчать про впливи сарматської ідеології та цінностей на формування образу козацтва в руському суспільстві першої половини XVII століття. Конфесіалізація образу лицаря у творчості Старовольського знаменувала різкий відхід від попередніх спроб польських публіцистів трактувати козаків, насамперед, як братів-християн, до чого долучилася позиція козацтва в обороні православ'я, яка ускладнювала будь-які спроби залучити козацтво до нової моделі польської політичної нації. У 1630 — 1640-і роки подібна ідея втратила популярність через антипольські козацькі повстання, зростання в Речі Посполитої контрреформаційних тенденцій та занепад релігійної толерантності. Уніфіковані Мелетій Смотрицький та Петро Могила також віддалилися від козацтва рівно як і на загал православні інтелектуали надалі не виступали за залучення козацтва до руського шляхетського суспільства.

## Мода

### Зачіски

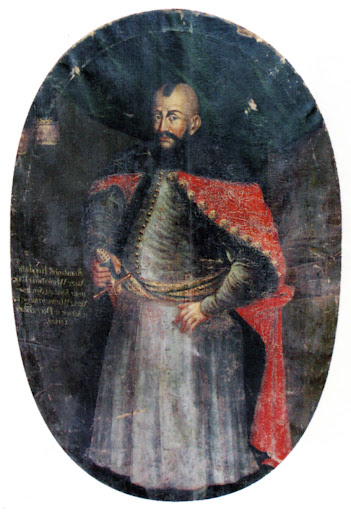
Костянтин Вишневецький
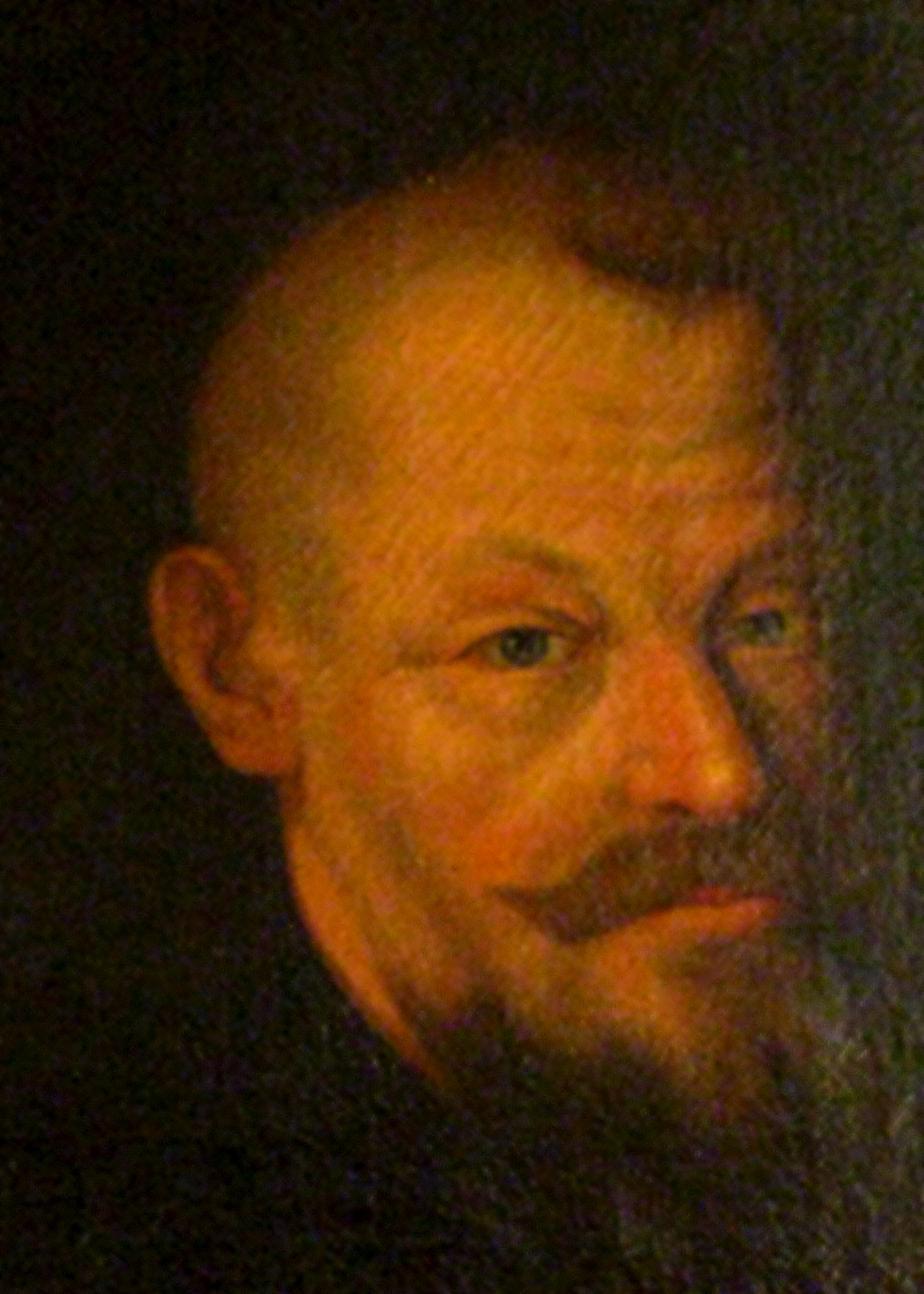
Станіслав Любомирський
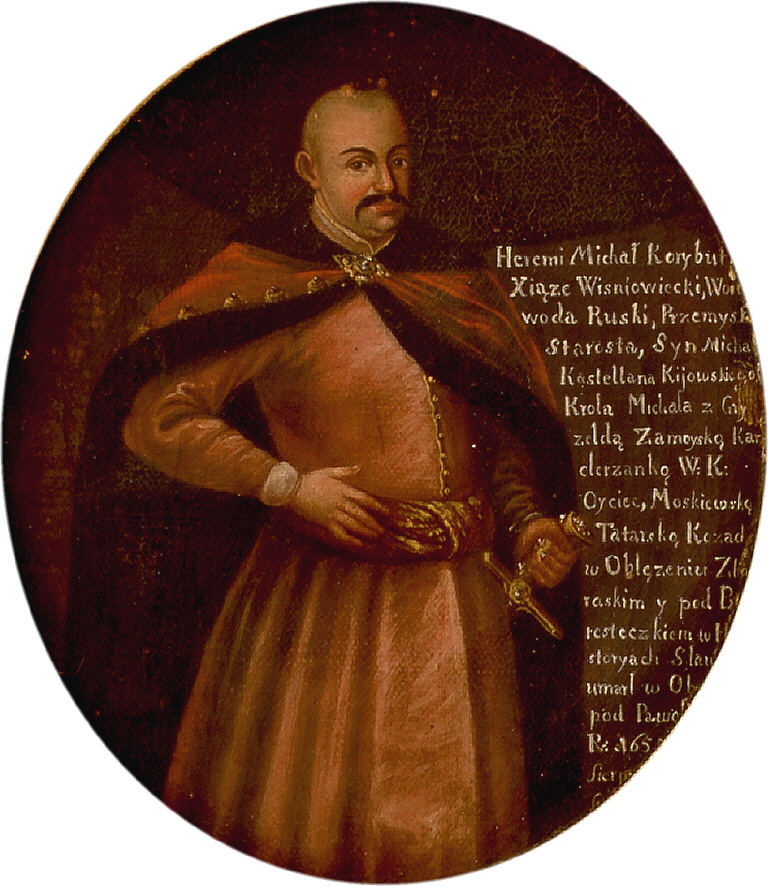
Ярема Вишневецький
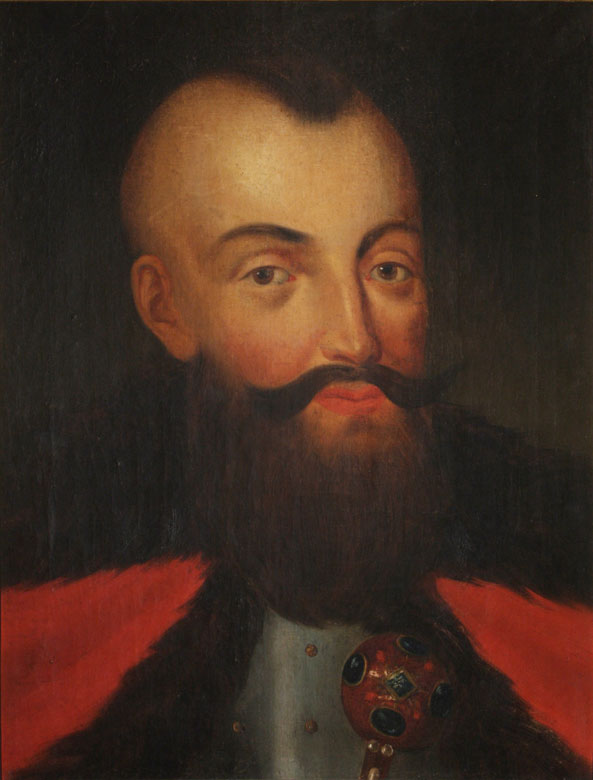
Стефан Чарнецький
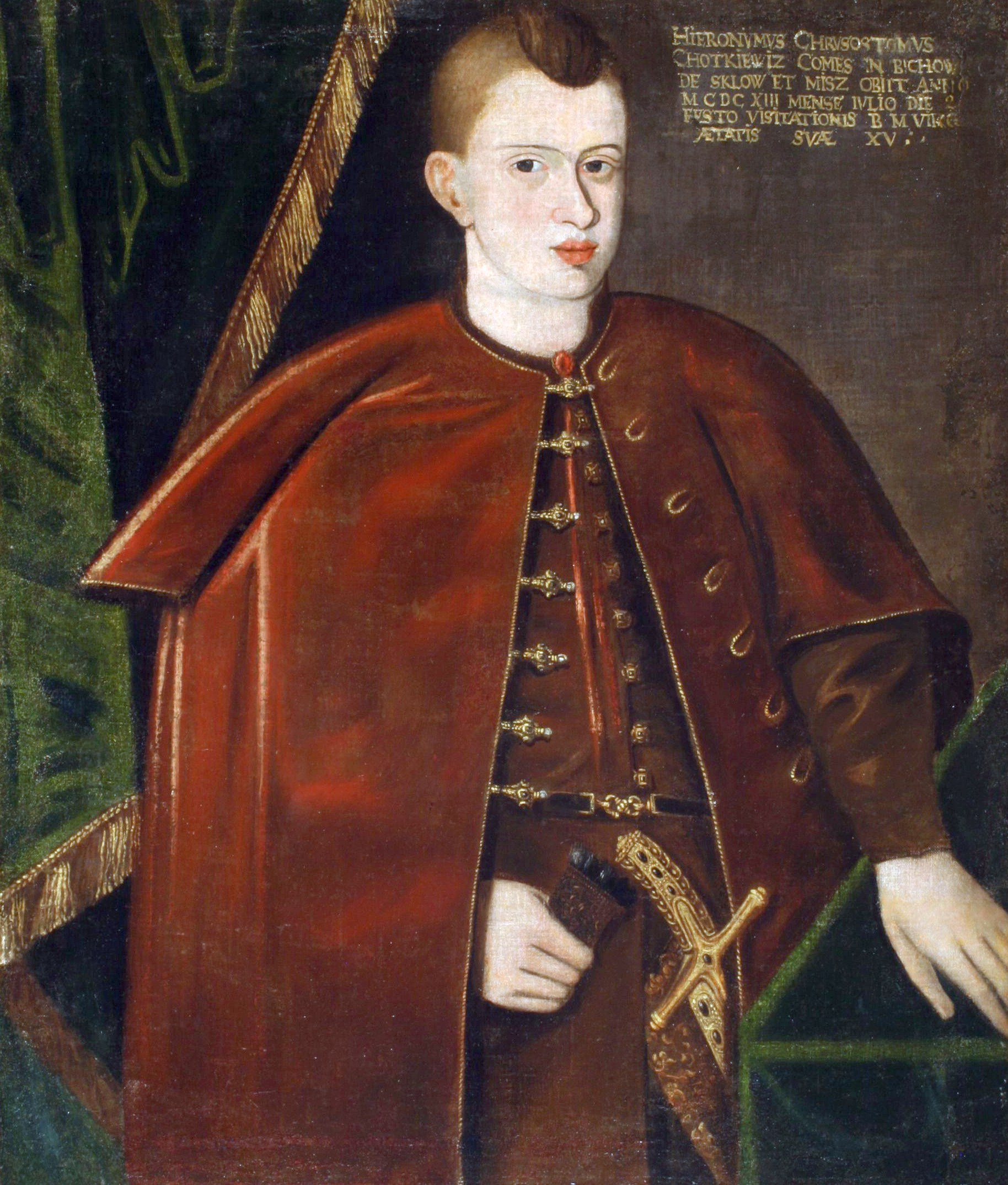
Єронім Ходкевич
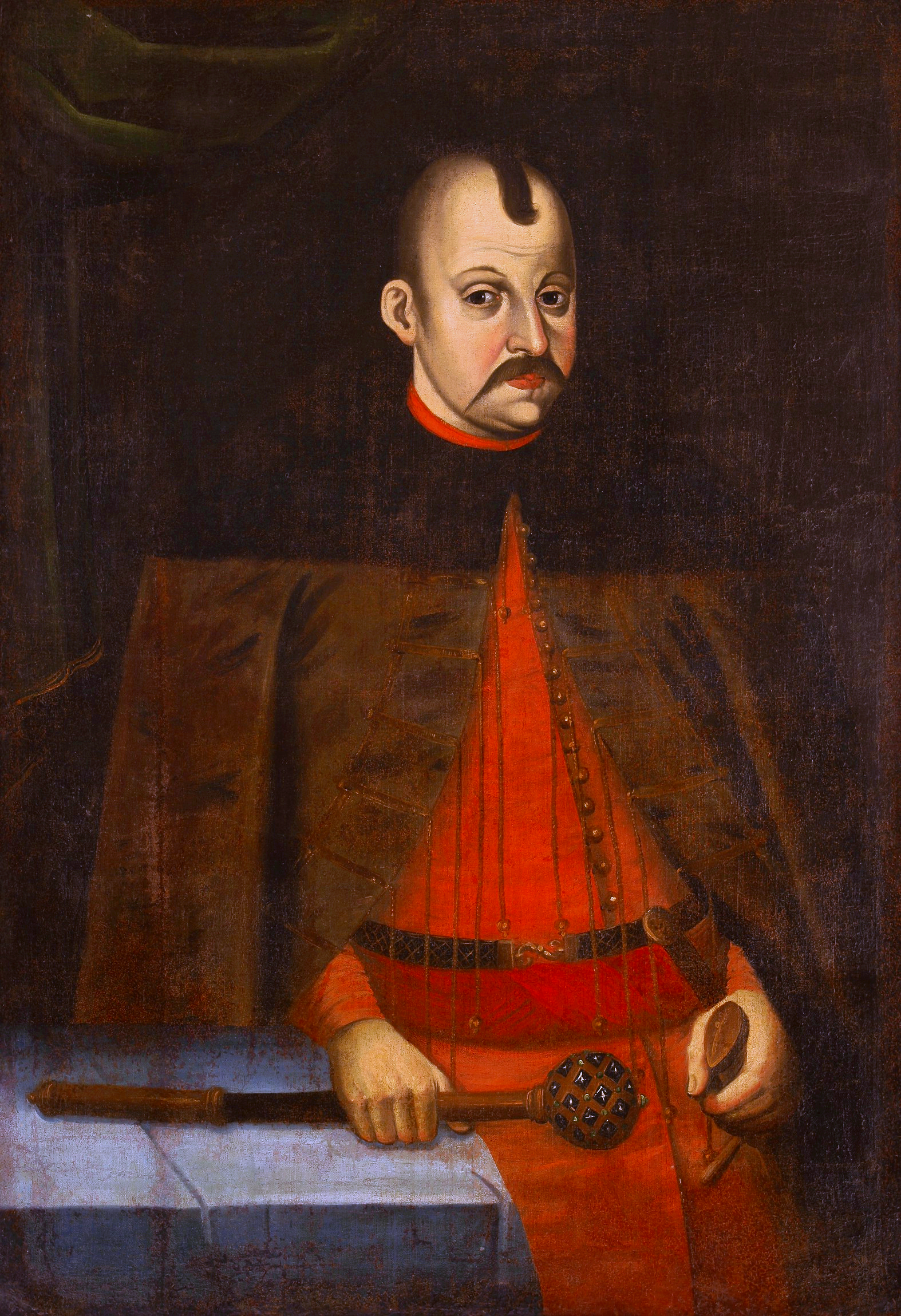
Ольбрахт Радзивілл

### Портрет
«Сарматський» типу портрету можна легко визначити за гербами, пишними підписами на картинах і певну площинність форм. Вже за часів держави Війська Запорозького, «сарматський» тип портрету буде популярним і серед козацької еліти XVII століття. 

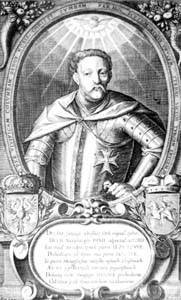
Ян III Собеський
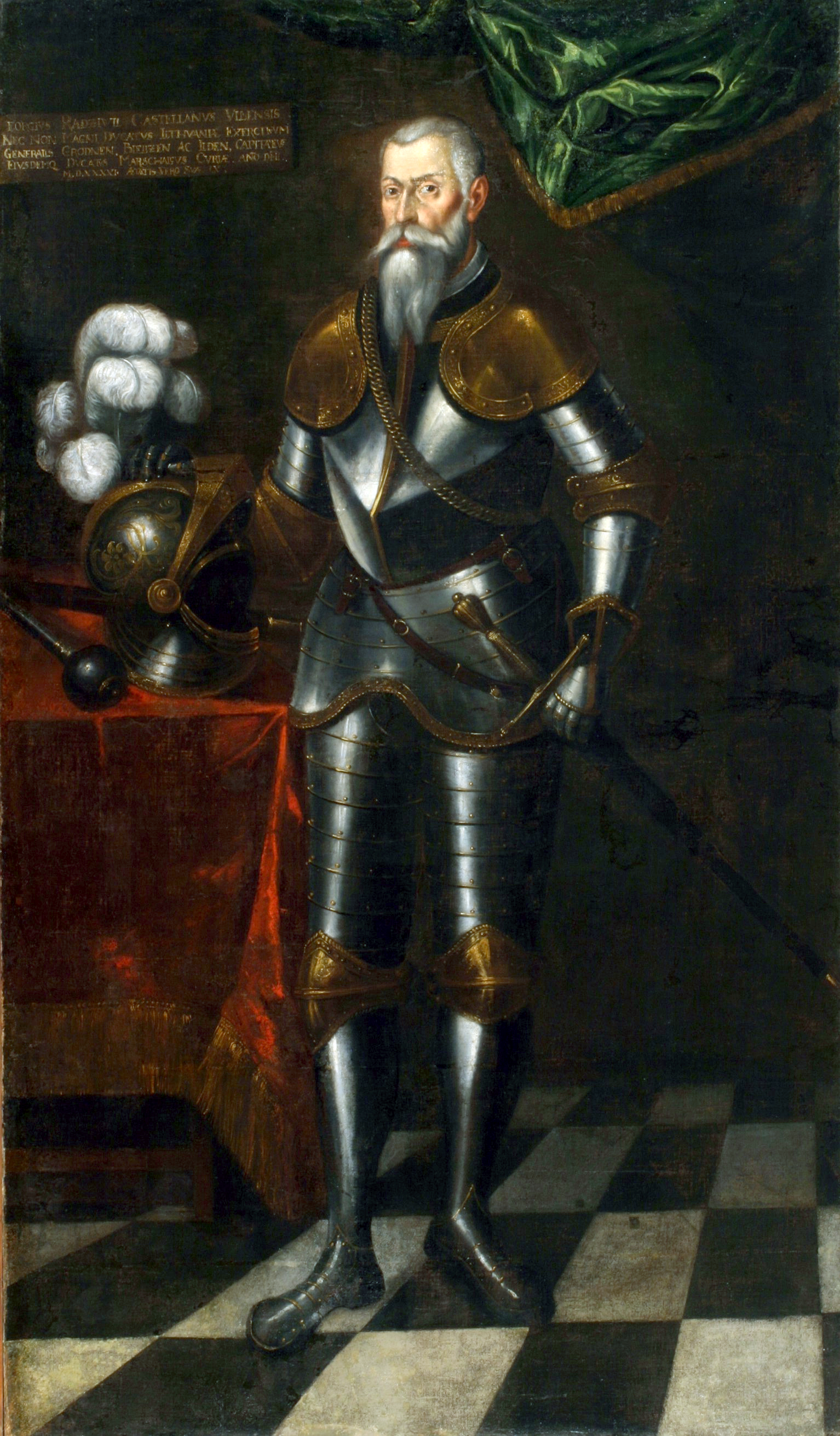
Юрій Радзивілл (Геркулес)
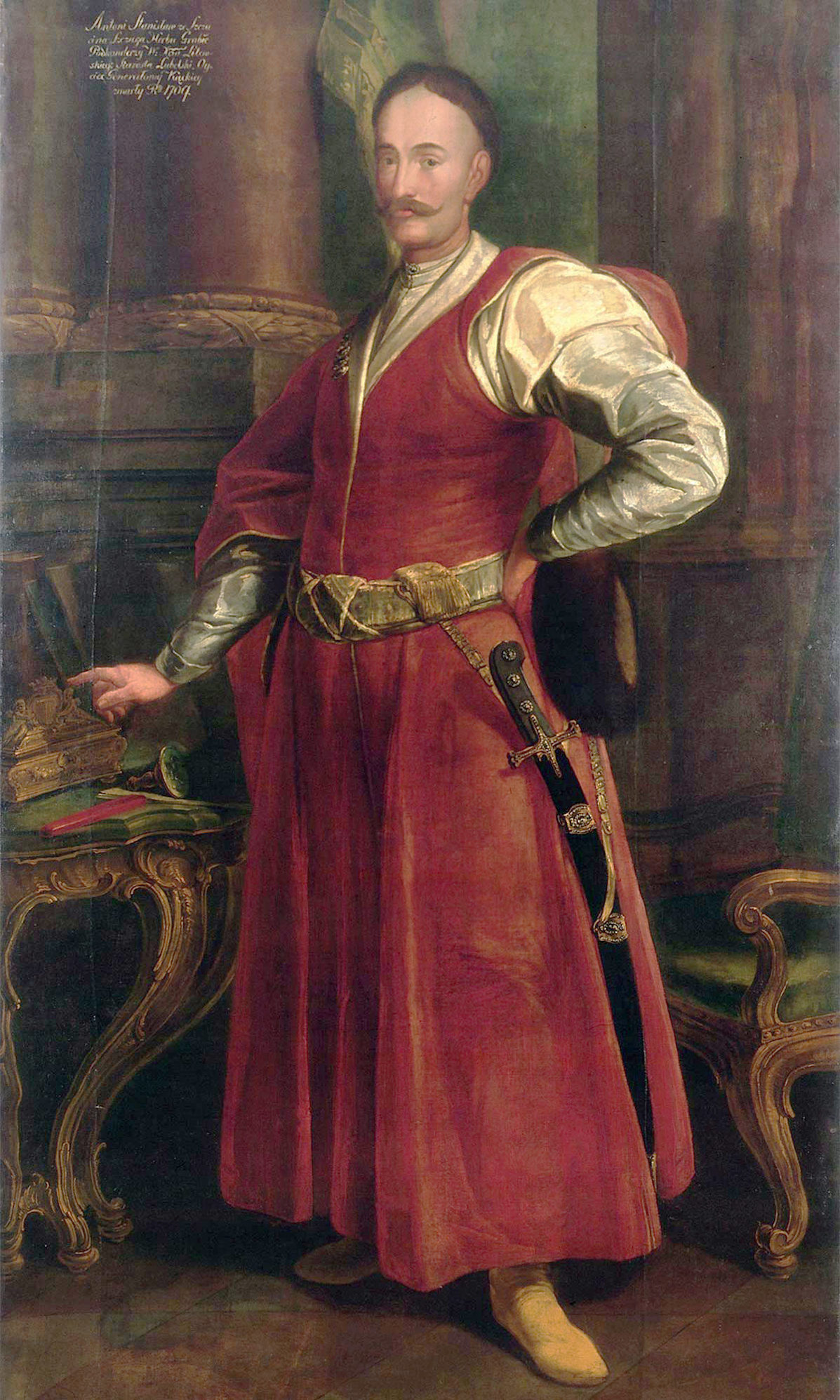
Станіслав Антоній Щука